# 奥热莱班
奥热莱班（法語：Ogeu-les-Bains，法語發音：[ɔʒø le bɛ̃]）是法国大西洋比利牛斯省的一个市镇，属于奥洛龙-圣玛丽区。

## 地理
奥热莱班（43°8'50"N, 0°30'17"W）面积23.07 平方千米，位于法国新阿基坦大区大西洋比利牛斯省，该省份为法国东南部省份，涵盖了贝阿恩与北巴斯克，西临大西洋比斯開灣，北至朗德省，东北接热尔省，东临上比利牛斯省，南与西班牙接壤。
与奥热莱班接壤的市镇（或旧市镇、城区）包括：比济耶、埃斯库、埃雷尔、拉瑟布、拉瑟布塔、奥洛龙-圣玛丽。

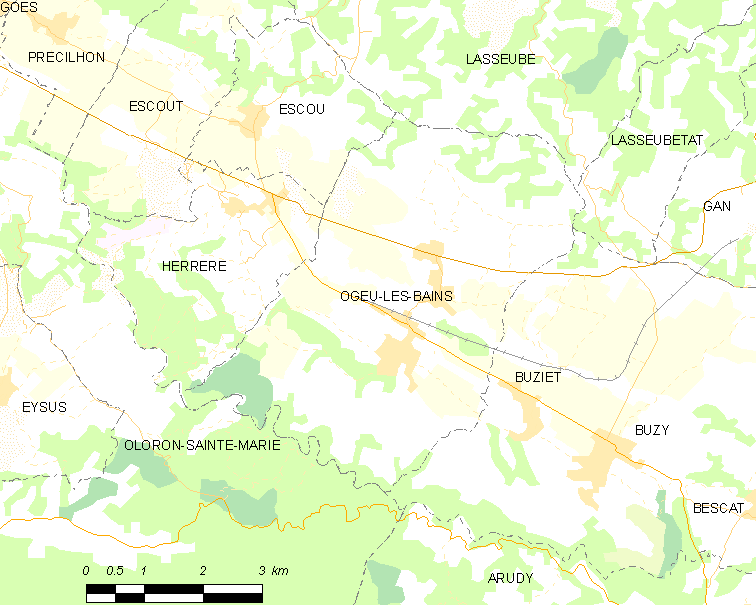
奥热莱班的OSM定位图

奥热莱班的时区为UTC+01:00、UTC+02:00（夏令时）。

## 行政
奥热莱班的邮政编码为64680，INSEE市镇编码为64421。

## 政治
奥热莱班所属的省级选区为奥洛龙-圣玛丽第二县。

## 人口

1962-2008年间奥热莱班人口变化图示

奥热莱班于2022年1月1日时的人口数量为1274人。